# César Henríquez
César Antonio Henríquez Iturra (* 1. November 1981 in Santiago de Chile) ist ein ehemaliger chilenischer Fußballspieler. 

## Karriere
César Henríquez, auch Kuki genannt, begann seine Karriere 2000 bei Universidad de Chile. Bei La U erlebte der Mittelfeldspieler seine titelreichste Zeit mit zwei Meisterschaften in 2000 und der Apertura 2004. Danach spielte er für weitere chilenische Klubs in der Primera División. 2008 spielte Henríquez bei América de Cali in Kolumbien und 2008 bis 2009 bei Panthrakikos in Griechenland. Noch 2009 kehrte Henríquez wieder in die Heimat zurück und lief für den CD Palestino auf, für den er bereits 2005 spielte. Dort beendete er 2015 seine Karriere.
Nach seiner aktiven Karriere spielte Henríquez noch Futsal und ist als Jugendtrainer tätig.

## Erfolge
U. de Chile
- Chilenischer Meister: 2000, 2004-A
- Chilenischer Pokalsieger: 2000

## Sonstiges
César ist der 13 Jahre ältere Bruder von Nationalspieler Ángelo Henríquez.